# Rally-X
Rally-X (ラリーX?, Rarī X) è un videogioco arcade sviluppato nel 1980 da Namco in Giappone, distribuito negli Stati Uniti da Midway e in Europa da Karateco. Fu convertito per i computer VIC-20, MSX e Sharp MZ.
Il giocatore guida un’auto da corsa Formula 1 blu in un labirinto a scorrimento multidirezionale, raccogliendo bandiere gialle e evitando auto rosse nemiche e ostacoli come massi. Per difendersi, può utilizzare schermi fumogeni al costo di carburante. Il gioco include radar, bonus stage e una musica di sottofondo continua, innovazioni pionieristiche per l’epoca.
Concepito come successore di Head On (1979) di Sega, è stato un successo commerciale in Giappone, ma ricevette un’accoglienza più tiepida negli Stati Uniti. La serie si ampliò con New Rally-X nel 1981 e il gioco è stato incluso in diverse raccolte di Namco.

## Modalità di gioco
Il giocatore controlla un’auto da corsa blu di tipo Formula 1. L'obiettivo principale è raccogliere bandiere gialle disseminate in un labirinto chiuso, evitando le auto rosse nemiche che inseguono il giocatore per provocare collisioni.
I labirinti sono visualizzati con uno scorrimento multidirezionale nelle quattro direzioni cardinali e presentano vicoli ciechi, lunghi corridoi e massi fissi che ostacolano il percorso. Ogni livello contiene dieci bandiere, il cui valore in punti aumenta se raccolte in successione. Tra queste, una è una "Special Flag", identificata da una "S", che raddoppia il valore delle bandiere raccolte successivamente.
Il giocatore può utilizzare schermi fumogeni per stordire temporaneamente le auto rosse, consumando una parte del serbatoio visibile a destra dello schermo. Il serbatoio si svuota progressivamente con il passare del tempo, fungendo anche da timer per completare il livello. Con il progredire del gioco, il numero di auto rosse aumenta e diventa sempre più aggressivo.
Per aiutare il giocatore, sotto l’indicatore del carburante è presente un radar che mostra la posizione attuale, la posizione delle bandiere e la posizione delle auto rosse.
Il terzo livello, e ogni quarto livello successivo, è un bonus stage, denominato "Charanging Stage", in cui il giocatore deve raccogliere le bandiere entro un limite di tempo. Durante queste fasi bonus, le auto rosse restano ferme e non inseguono il giocatore, a meno che il serbatoio non si svuoti completamente.

## Sviluppo
Rally-X è stato sviluppato da Namco nel 1980, ideato da Hirohito Ito e basato su un hardware progettato da Kōichi Tashiro.
Il gioco utilizza una versione del sistema arcade di Pac-Man con supporto per lo scorrimento multidirezionale. La programmazione è stata curata da Kazuo Kurosu, futuro sviluppatore di Bosconian (1981), mentre la colonna sonora è stata composta da Toshio Kai.
Rally-X debuttò in Giappone a gennaio 1981 e venne distribuito globalmente il 3 ottobre dello stesso anno. Namco riteneva che il gioco avesse maggiore appeal internazionale rispetto a Pac-Man grazie alla sua complessità visiva e alla difficoltà.
Durante l’Amusement & Music Operators Association del 1980 a Chicago, Namco presentò Rally-X insieme a Pac-Man e altri titoli. Sebbene lodato per la qualità tecnica, ill titolo non ottenne l’attenzione sperata rispetto agli altri giochi. Negli Stati Uniti è stato distribuito da Midway a partire da febbraio 1981 in vari formati di cabinato.

## Conversioni
Una versione casalinga di Rally-X è stata pubblicata per il VIC-20 in Giappone nel 1981, sviluppata da HAL Laboratory e pubblicata da Commodore Japan. Per il mercato nordamericano, il gioco venne modificato con personaggi rappresentanti topi e gatti e pubblicato come Radar Rat Race.
Nel 1984 Namco distribuì una versione per MSX basata su New Rally-X, pubblicata in Europa da Bug-Byte. Nello stesso anno, Dempa Shinbun adattò il gioco per i computer FM-7, MZ-1500 e Sharp X1.
Rally-X tornò alla ribalta nel 1995 con la sua inclusione in Namco Museum Vol. 1 per PlayStation, una conversione fedele all'originale grazie a un emulatore JAMMA. Successivamente venne inserito in numerose raccolte come Namco History Vol. 2 (1997), Namco Museum Battle Collection (2005) e Namco Museum Virtual Arcade (2008).
Nel 1996 Rally-X è stato riproposto in sala giochi in Namco Classic Collection Vol. 2 e in seguito incluso in diversi controller "plug'n play" di Jakks Pacific. Tra il 2010 e il 2019, comparve in cabinati multi-gioco come Pac-Man’s Arcade Party e Pac-Man's Pixel Bash.
Nel 2021 Rally-X è stato pubblicato digitalmente nella linea Arcade Archives per Nintendo Switch e PlayStation 4.

## Accoglienza
Rally-X è stato un successo commerciale in Giappone, dove divenne il sesto gioco arcade più redditizio del 1980 e il terzo più alto di Namco quell'anno, dietro a Pac-Man e Galaxian. Tuttavia, il gioco non ebbe lo stesso successo in Nord America. Entro luglio 1981, Midway aveva venduto solo 2.500 cabinati, decisamente meno rispetto ad altri titoli della compagnia.
Nel 1996 Computer and Video Games e AllGame offrirono recensioni miste, con alcuni che criticavano la ripetitività del gioco e i controlli imprecisi, mentre IGN ritenne che il gioco reggesse bene nel tempo, mantenendo la sua originalità.
Nel 1998 Gamest lo inserì tra i migliori giochi arcade, lodandone l'innovazione e l'evoluzione del gameplay rispetto ad altri giochi maze.
Commentatori retrospettivi continuarono a lodare Rally-X per la sua unicità. Sir Clive di Eurogamer esaltò l'alta difficoltà e il design del gioco, mentre il personale di Retro Gamer apprezzò la grafica vivace e la crescente difficoltà. Earl Green di Phosphor Dot Fossils lo definì un gioco avvincente, ma ritenne che non ebbe successo per la mancanza di personaggi astratti come in Pac-Man.

## Eredità
L'impatto culturale di Rally-X è stato significativo nel panorama dei giochi arcade. È stato uno dei primi giochi a introdurre la musica di sottofondo continua, un'innovazione che sarebbe diventata un elemento distintivo in molti giochi successivi. Inoltre, il gioco ha introdotto il concetto di "round bonus", che sarebbe stato adottato successivamente anche in altri titoli, come Carnival di SEGA, pubblicato nel 1980.
Nel 1981, Namco ha risposto ai feedback dei giocatori pubblicando il sequel New Rally-X, che migliorava gli aspetti del gioco originale e lo rendeva più accessibile per i nuovi giocatori. Considerato un miglioramento rispetto al primo capitolo, esso è stato portato su diverse piattaforme e raccolte, tra cui telefoni cellulari e Xbox 360.
Rally-X ha anche avuto un impatto duraturo sul design dei giochi, con il "Special Flag" che è diventato un simbolo ricorrente nei giochi Namco, apparendo in titoli come Xevious (1983), Gaplus (1984) e Tales of Phantasia (1995). La bandiera speciale è stata anche utilizzata nel servizio di "game consulting" di Namco Bandai, che fornisce consulenze sul design dei giochi. Inoltre, il marchio ha ispirato merchandise come spille e portachiavi.